# Norsborg (metrostation)
Norsborg is een metrostation van de metro van Stockholm in de gelijknamige wijk van de gemeente Botkyrka. Het station is het eindstation van de rode route en ligt, uit de stad gezien, nog achter Hallunda. Het is het westelijkste station van het Stockholmse net op 20,8 spoorkilometer van het centraal gelegen metrostation Slussen.
Het station werd op 12 januari 1975, samen met de westelijke verlenging tussen Fittja en Norsborg, geopend. Het station ligt tussen de Skarpbrunnavägen en de Hallundavägen ter hoogte van de Tomtbergavägen. Het bestaat uit een eilandperron in de openlucht met een toegang van de Skarpbrunnavägen 85.
In 2006 is het station opgesierd met een kunstwerk van het kunstenaars echtpaar Eva en Peter Moritz. Het werk met de naam "Min vän" (Mijn vriend) bestaat uit samengeschroefde en gelaste aluminium buizen.
Tot 2012 bevonden zich ten westen van het station twee opstelporen waar de metro kop kon maken. Sindsdien is er gewerkt aan een nieuw, deels ondergronds, depot voor de rode route ter voorbereiding van automatische treinen die in Stockholm als eerste op de rode route geïntroduceerd zullen worden.

## Fotogalerij

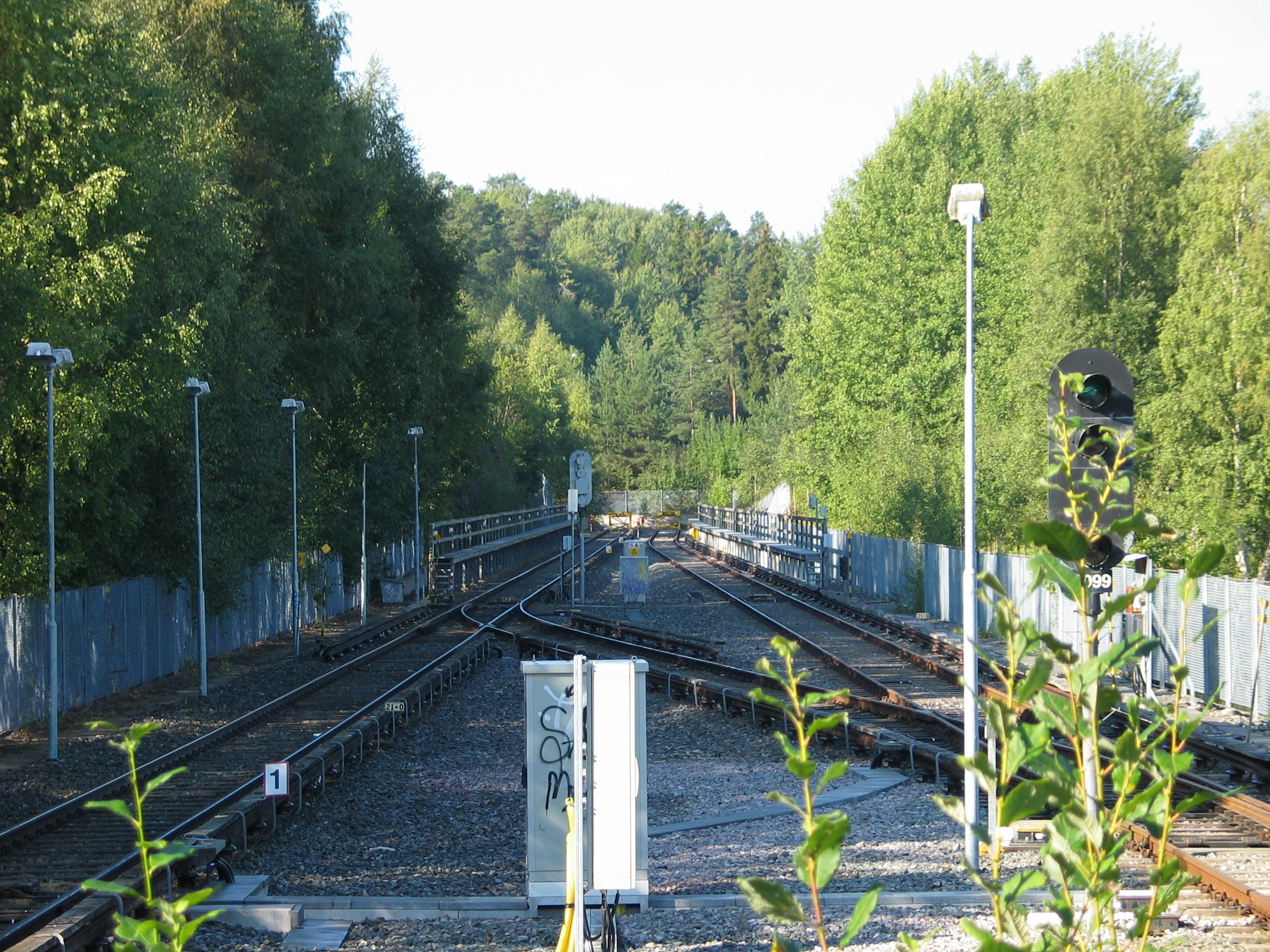
Het westelijke einde van het net tot 2012 gezien vanuit het station.
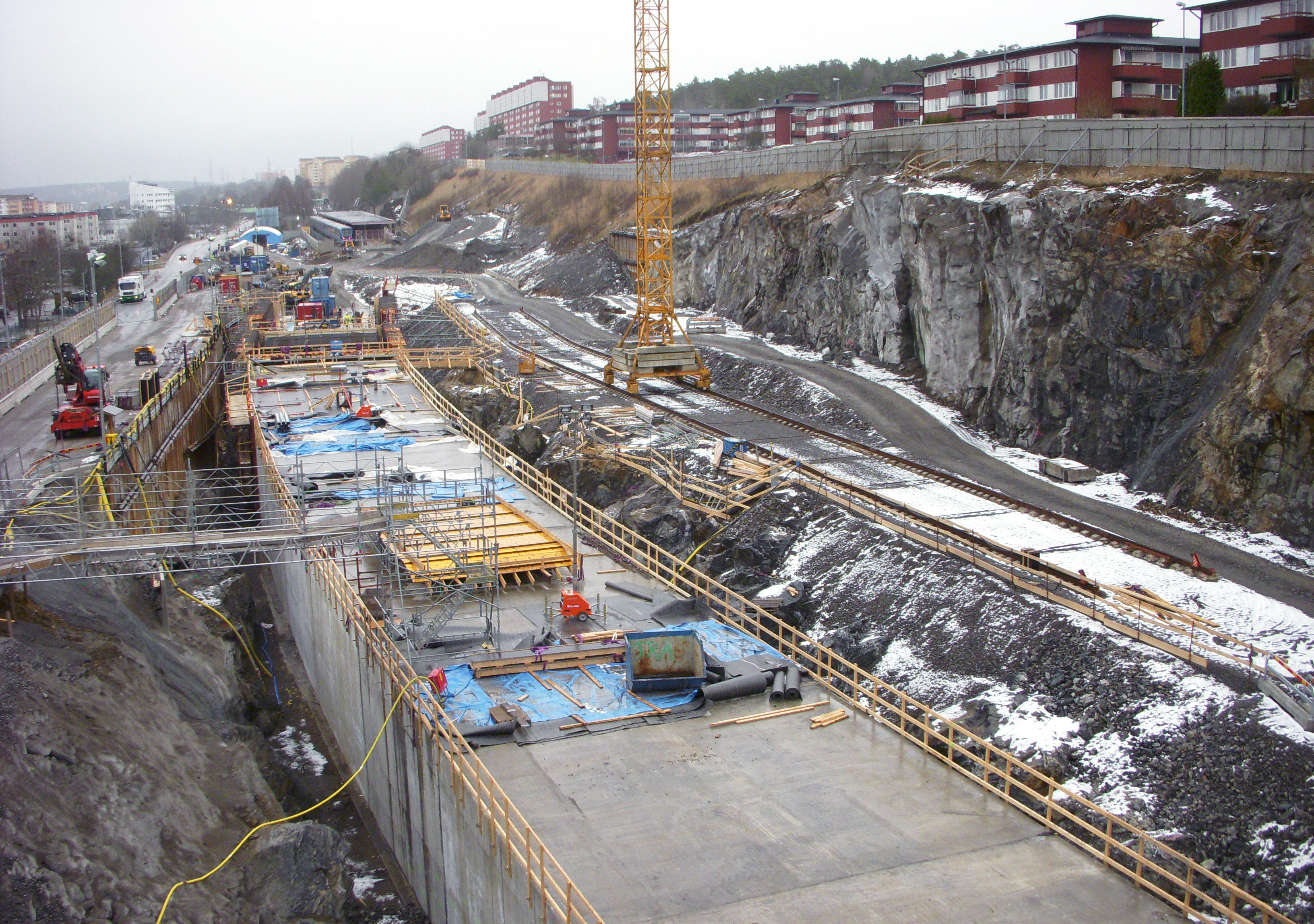
Dezelfde plek in maart 2014 gezien uit het westen.

Norsborg ·
Hallunda ·
Alby ·
Fittja ·
Masmo ·
Vårby gård ·
Vårberg ·
Skärholmen ·
Sätra ·
Bredäng ·
Mälarhöjden ·
Axelsberg ·
Örnsberg ·
Aspudden ·
Liljeholmen ·
Hornstull ·
Zinkensdamm ·
Mariatorget ·
Slussen ·
Gamla Stan ·
T-Centralen ·
Östermalmstorg ·
Karlaplan ·
Gärdet ·
Ropsten